# Дакниш, Омран
Омран Дакниш (араб. عمران دقنيش‎, Omran Daqneesh) — сирийский мальчик, оказавшийся в центре внимания мировой прессы и социальных сетей, после того как в интернете появилась его фотография. История Омара Дакниша стала символом страданий мирного населения Алеппо.

## Ранение
Омран был ранен 17 августа 2016 года, скорее всего, в результате авиаудара со стороны ВС РФ. Он получил ранение в голову и был доставлен в госпиталь, известный как М10; позже был выписан.
Омран был спасен из разбомбленного многоэтажного дома со своими родителями и тремя братьями и сестрами 1 года, 6 и 10 лет. Его старший брат, 10-летний Али, через три дня умер от полученных ранений. Вскоре после того, как семья была спасена, здание рухнуло. В результате обстрела погибло восемь человек, в том числе пять детей.
Журналист Мустафа Аль-Сарут и фотограф Махмуд Раслан опубликовали в интернете кадры покрытого пылью и кровью мальчика, сидящего в машине скорой помощи после того, как его извлекли из-под завалов разрушенного дома. Снимки вызвали возмущение людей во всем мире. Фото Омрана в социальных сетях сравнивали со снимками Айлана Курди, — ребёнка сирийских беженцев, утонувшего на пути в Европу.
Китайские и российские СМИ назвали размещенные кадры очередной «пропагандой». Некоторые международные СМИ также предположили, чтобы фото было постановочным.
В июне 2017 года появились новые фотографии и видеоролики мальчика, из которых выяснилось, что его семья поддерживает сирийское правительство. Его отец также критиковал мятежные группы в Алеппо и «Белые каски» за попытку использовать его семью в качестве источника пропаганды и дискриминации сирийского правительства с целью его свержения.